# Stilleståndet i Ulm
Stilleståndet i Ulm (tyska: Waffenstillstand von Ulm) (även känt som Fördraget i Ulm) skrevs under i den tyska staden Ulm den 4 mars 1647 mellan Frankrike, Sverige och Bayern. Detta vapenstillestånd tillkom efter att Frankrike och Sverige hade invaderat Bayern under det trettioåriga kriget. De båda invaderande länderna tvingade kurfurst Maximilian I av Bayern att gå med på vapenvila och avsäga sig sin allians med kejsar Ferdinand III. Maximilian bröt dock vapenvilan och återupptog alliansen med kejsaren redan på hösten samma år.